# حزقيال خوسيه ألبورنوز
حزقيال خوسيه ألبورنوز (بالإسبانية: Juan José Albornoz)‏ هو لاعب كرة قدم ومدرب كرة قدم تشيلي، ولد في 12 فبراير 1982 في تالكا في تشيلي. لعب مع رينجرز دي تالكا.

## وصلات خارجية
- حزقيال خوسيه ألبورنوز على موقع قاعدة بيانات كرة القدم.إي يو (الإنجليزية)
- حزقيال خوسيه ألبورنوز على موقع Soccerway.com (الإنجليزية)
- حزقيال خوسيه ألبورنوز على موقع عالم كرة القدم.نت (الإنجليزية)
- حزقيال خوسيه ألبورنوز على موقع AS.com (الإسبانية)